# A New Machine
Pistes de A Momentary Lapse of Reason
Part 1 : Yet Another Movie
Part 2 : Terminal Frost Part 1 : Terminal Frost
Part 2 : Sorrow
A New Machine (part one - part two) est une chanson du groupe de rock progressif britannique Pink Floyd. Elle est divisée en deux parties sur le disque A Momentary Lapse of Reason, sorti en 1987, qui encadrent l'instrumental Terminal Frost. Ces trois pièces ont été souvent jouées lors de la tournée A Momentary Lapse of Reason.
David Gilmour chante simplement les paroles a cappella à travers un Vocoder. Aucun instrument n'est utilisé sur ces deux chansons hormis une note de synthétiseur utilisée comme signal porteur du vocoder, la voix de Gilmour étant le modulateur du vocoder.

## Musiciens
- David Gilmour : chant, vocoder
- Patrick Leonard : synthétiseur
- Bob Ezrin : claviers